# Île Tristan
Die Île Tristan (bretonisch Ar Fort) ist eine kleine Gezeiteninsel (französisch Île-de-marée) in der Bucht von Douarnenez mit Blick auf den Hafen Port-Rhu, etwa 200 m von der Küste im Département Finistère in der Bretagne in Frankreich. Sie wurde  1911 von dem Dichter Jean Richepin gekauft und 1995 vom Küstenschutz (Conservatoire du littoral) erworben. Das gesamte Eiland, auf dem sich auch ein Menhir befindet, ist Schutzgebiet.

## Überlieferung und Legenden
Dass Tristan und Isolde der Insel ihren Namen gaben, ist eine Überlieferung, die auch durch den Mediävisten Bernard Tanguy vertreten wird.
Nach Joseph Loth wurde die Insel in einem Dokument von 1368 als Insula Trestanni bezeichnet. Der darin enthaltene Name Trestan beziehe sich auf die verbreiteten keltischen Legenden um Tristan und Isolde und nicht auf die höfischen Dichtungen, er habe keinen „gelehrten Ursprung“, da in diesem Fall die Namensform Tristan zur Verfügung gestanden hätte.
Nach einer anderen Legende ist die Insel die Spitze der versunkenen legendären Stadt Ys. Die hagiographische Version von Pierre le Baud ist die älteste bekannte Version. Sie sieht den Untergang der Stadt als Folge der Sünden ihrer Bewohner vor.
1595 soll die Insel dem berüchtigten Seeräuber Guy Éder de La Fontenelle als Unterschlupf gedient haben. Die Piraten trieben während der Religionskriege in der Bretagne ihr Unwesen.
Eine andere Überlieferung bezieht sich auf den 1118 bezeugten Namen Insula Sancti Tutuarni, bretonisch Tutuarn Enez. Der Name sei entstanden, weil der Mönch Tutuarn ein Priorat auf der Insel gegründet habe.